# Holmok (gemeente)
Holmok (Oekraïens: Холмок, Hongaars: Kincseshomok) is een gemeente in Oekraïne in de oblast Transkarpatië. De gemeente is gelegen ten zuiden van de hoofdstad van de oblast, Oezjhorod.
De gemeente heeft een bijzondere opbouw, de kernen Minaj en Rozivka zijn eigenlijk buitenwijken van de stad Oezjhorod terwijl Holmok en Koncovo aan elkaar gegroeid zijn maar wel op het platteland liggen.
De gemeente bestaat uit de volgende 10 dorpen:
- Botfalva (Ботфалва, Botfalva) 65,98% Hongaars
- Holmok, Холмок (Hongaars: Kincseshomok) 1179 inwoners (2001) 36% Hongaars
- Korytnjanj (Коритняни, Kereknye)
- Kintsjesj (Кінчеш, Kincses) 20,53% Hongaars
- Koncovo, Концово (Hongaars: Koncháza) 50% Hongaars
- Mynaj, Минай (Hongaars: Minaj) 2.200 (2001) inwoners 25% Hongaars (vastgegroeid aan Oezjhorod)
- Storoznjitsja (Сторожниця Őrdarma) (vastgegroeid aan Oezjhorod)
- Rozivka, Розівка (Hongaars: Ketergény) 1348 inwoners (2001) 222 Hongaren – 16,5%, Oekraïeners 79% (Vastgegroeid aan Oezjhorod)
- Tarnivtsi (Тарнівці, Ungtarnóc) 41,85% Hongaars
- Sjisjlivtsi (Шишлівці, Sislóc) 59,59% Hongaars

Het dorp Koncovo heeft een zelfstandige Hongaarse middelbare school. De etnische Hongaren vormen over de gemeente als geheel een minderheid van 25%.